# كلارا بوسكاجليا
كلارا بوسكاجليا (بالإنجليزية: Clara Boscaglia)‏ (من مواليد 1930 - وتُوفيت في 22 يوليو 1990) هي أول امرأة في سان مارينو تتولى منصب وزيرة في الحكومة. أصبحت بوسكاجليا فيما بعد واحدة من أول النساء اللواتي انتخبن في المجلس الأعلى والمجلس العام.

## حياتها المهنية
خلال حياتها المهنية، كانت بوسكاجليا معلمة للغة اليونانية واللاتينية على مستوى المدرسة الثانوية. كما كانت بوسكاجليا عضو في الحزب الديمقراطي المسيحي السامري، ومن بين الأعضاء المؤسسين للحزب الكونفدرالي الديموقراطي السامري في عام 1957؛ وكانت زعيمة المجموعة البرلمانية والسكرتيرة السياسية للحزب في البرلمان. عندما حصلت النساء عام 1973 على حق الترشح للانتخابات في سان مارينو، أصبحت بوسكاجليا واحدة من أول ثلاث نساء تم انتخابهن في المجلس العام والمجلس العام في عام 1974، إلى جانب مارينا بوسينياني رِفي وفوستا مورغانتي، ورفضت رِفي في النهاية أن تأخذ مقعدها. عملت بوسكاجليا من عام 1974 حتى 1976 كوزيرة للأشغال العامة. وفي السنة الأخيرة، بعد إعادة تشكيل الحكومة، أصبحت بوسكاجليا وزيرة الداخلية والعدل. التحقت بوسكاجليا بالمعارضة في عام 1978؛ مع تشكيل الحزب لحكومة مشتركة مع الحزب الشيوعي السامري في عام 1986، وأصبحت وزيرة المالية. احتفظت بوسكاجليا بوظيفتها بعد الانتخابات العامة عام 1988 وبقيت عضوةً في المجلس، ووزيرة دولة، حتى وفاتها في عام 1990. وفي عام 2010، تم إحياء الذكرى العشرين لوفاتها في برنامج تذكاري يُناقش تراثها.